# 작내로
작내로(Jaknae-ro)은 대한민국의 경상북도 김천시 구성면에서 시작하여, 대항면을 거쳐 연결하는 도로이다. 기점에서 남김천대로와 접하고, 종점에서 황악로와 접한다.

## 노선 경로
| 이름        | 접속 노선                 | 소재지 | 비고 |
| ----------- | ------------------------- | ------ | ---- |
| (이름 없음) | 국도 제3호선 (남김천대로) | 구성면 |      |
| (이름 없음) | 지방도 제903호선 (황악로) | 대항면 |      |

## 주요 건물 및 시설
- 인동화석박물관 - 경상북도 김천시 대항면 작내로 770-14